# Achille Alexandre Joubert-Bonnaire
Pour les articles homonymes, voir Joubert et Bonnaire.
Achille Alexandre Joubert-Bonnaire (1814-1883) est un industriel et homme politique français, ancien maire d'Angers et sénateur de Maine-et-Loire.

## Biographie
Achille Alexandre Joubert-Bonnaire est né le 16 juin 1814. Il est le fils de l'industriel Alexandre Auguste Joubert-Bonnaire. Il fut un riche négociant industriel manufacturier, issu d'une riche famille angevine les Joubert-Bonnaire. Il est le frère de Ambroise Jules Joubert-Bonnaire.
Il dirigea avec son frère l'ancienne manufacture royale de corderie d'Angers, devenue les "Filatures de toiles à voiles Joubert-Bonnaire".
Il devint juge au tribunal de commerce et administrateur de la succursale de la Banque de France à Angers.
Il devint maire d'Angers du 19 février 1874 au 28 novembre 1874 à la suite de la démission d'Alexis Maillé qui venait d'être élu député à l'Assemblée nationale. Il démissionna la même année de son mandat municipal.
Le 30 janvier 1876, il devint sénateur et siégea dans la droite monarchiste. Il fit de l'opposition au ministère Dufaure et aux divers cabinets républicains qui suivirent.
Il fut réélu sénateur, le 5 janvier 1879.
Son mandat de sénateur s'achève avec sa mort survenue le 12 octobre 1883 à Angers.

## Sources
- « Achille Alexandre Joubert-Bonnaire », dans Adolphe Robert et Gaston Cougny, Dictionnaire des parlementaires français, Edgar Bourloton, 1889-1891 [détail de l’édition]

1. ↑  « senat.fr/sen3Rfic/joubert_bonn… »(Archive.org • Wikiwix • Archive.is • Google • Que faire ?).
2. ↑  Adolphe Robert et Gaston Cougny, Dictionnaire des parlementaires français, Paris, Edgar Bourloton, 1889-1891